# Marion Laval-Jeantet
Marion Laval-Jeantet, née en 1969 à Neuilly, est une artiste, écrivaine et professeure des Universités à Paris 1 Panthéon-Sorbonne. Avec Benoît Mangin, elle forme en 1991 le collectif Art Orienté Objet.

## Biographie
Marion Laval-Jeantet naît en 1969 à Neuilly.
Elle suit des études aux Beaux-Arts de Paris et parallèlement étudie les sciences et structures de la matière, l'éthologie et l'ethnopsychiatrie ; sa thèse en ethnopsychiatrie sera publiée sous le titre Iboga : invisible et guérison.
En novembre 1989 elle rencontre Benoît Mangin qui deviendra son premier mari.
En plus de la théorie, elle réalise de nombreuses œuvres d'art et s'associe avec Benoît Mangin en 1991 pour créer le collectif Art Orienté Objet (AOO),.
En 1998 elle part au Gabon découvrir le Bwiti.
Elle et Benoît Mangin exposent au Musée de la Chasse et de la Nature en 2013.

## Que le cheval vive en moi!
Que le cheval vive en moi ! est une performance réalisée par Marion Laval-Jeantet et Benoît Mangin à la Kapelica Gallery de Ljubljana en Slovénie le 22 février 2011. Au milieu de la pièce se trouve un lit d'hôpital et une sorte de congélateur en verre
. Vêtue de noir, Marion Laval-Jeantet se tient assise sur le lit.
Elle se fait injecter une importante dose d’immunoglobulines et de plasma de cheval,. L'injection est censée modifier son ressenti physiologiquement et symboliquement, la faire entrer en communion avect le cheval.
Après l'injection, elle marche avec des prothèses à la forme de membres équins. Soutenue par Benoît Mangin, elle part murmurer à l’oreille de Vinny, un étalon noir qui patientait à côté.